# Malattia di Batten
La malattia di Batten o morbo di Batten o Ceroidolipofuscinosi neuronale giovanile (JNCL) o malattia di Spielmeyer-Vogt-Sjögren, anche nella variante nota come Malattia da deficit della proteina palmitoil-tioesterasi, è una rarissima malattia congenita neurodegenerativa, su base genetica, con trasmissione autosomica recessiva. I primi sintomi (esordio) della malattia si manifestano generalmente nei bambini di 4 - 7 anni e la prognosi è spesso sfavorevole, con esito fatale.
La Malattia di Batten è la forma più comune di un raggruppamento di malattie chiamate ceroidolipofuscinosi neuronali (o con la sigla inglese NCL), di cui attualmente sono note 9 varianti umane. Questa malattia, insieme a tutte le Lipofuscinosi neuronali ceroidee fa parte dell'eterogeneo gruppo delle malattie da accumulo lisosomiale.
Sebbene la malattia di Batten sia generalmente considerata come la forma giovanile di NCL (o NCL di "tipo 3", NCL3), alcuni clinici utilizzano il termine "malattia di Batten" per descrivere tutte le forme di NCL.
Storicamente, le NCLs sono state classificate in base all'età di esordio della malattia:
- la infantile o (INCL)
- la tardo infantile o (LINCL)
- la giovanile o (JNCL) o malattia di Batten vera e propria
- dell'adulto o (ANCL)[3].

Sono stati identificati almeno nove geni associati alla malattia di Batten; ma la NCL giovanile, la forma maggiormente prevalente della malattia di Batten, è stata associata solo a mutazioni del gene CLN3.
Esiste anche una patologia veterinaria da accumulo di ceroidolipofuscine che colpisce i cani, la Ceroidolipofuscinosi canina.

## Storia
Probabilmente la prima descrizione della malattia fu quella fatta dal pediatra inglese Frederick Batten nel 1903. Ulteriori descrizioni furono fatte da Marmaduke Stephen Mayou nel 1904, da Heinrich Vogt nel 1905, e Walther Spielmeyer nel 1908. Torsten Sjögren nel 1931 ha presentato uno studio su 115 casi di questa malattia.
La malattia di Batten è causata da un disturbo del metabolismo dei grassi e delle proteine;  nel 1939 è stato dimostrato un ruolo dell'accumulo dei metaboliti delle lipofuscine. I metaboliti lipofuscininici si accumulano nelle cellule, formando un pigmento tossico per le stesse, come dimostrato nel 1963.
Nel 1995 si è compreso che un difetto genetico, dovuto alla perdita di un segmento di cromosoma, è la causa della malattia.
Nel 1998 si è compreso che la malattia è dovuta alla mancanza di un enzima o più enzimi lisosomiale/i necessario/i per l'eliminazione dei metaboliti tossici di ceroidolipofuscina; uno degli enzimi noti per la variante NCL1 (forma infantile) è la palmitoil-tioesterasi. Nella variante NCL2 l'enzima mancante è una proteasi acida che idrolizza le proteine. Nella variante NCL3 è stata già trovata la mutazione genetica, ma non è ancora stato individuato l'enzima difettoso.

## Epidemiologia
Le ceroidolipofuscinosi neuronali rappresentano la più comune delle malattie degenerative neurologiche ereditarie, con una prevalenza di 1 su 25 000
Negli USA si stimano 2-4 casi ogni 100 000 nati.
L'incidenza varia in base al paese; essa è di 0,1-7 per 100 000 nascite. Quasi la metà dei casi segnalati sono in Finlandia, dove la prevalenza è di 1 su 21 000 nascite con un'incidenza di 4.8 su 100 000.
Pur trattandosi di una malattia rara, però la prevalenza e netta nei paesi più freddi del mondo e spesso la presentazione si può avere in più membri di una stessa famiglia.

## Descrizione

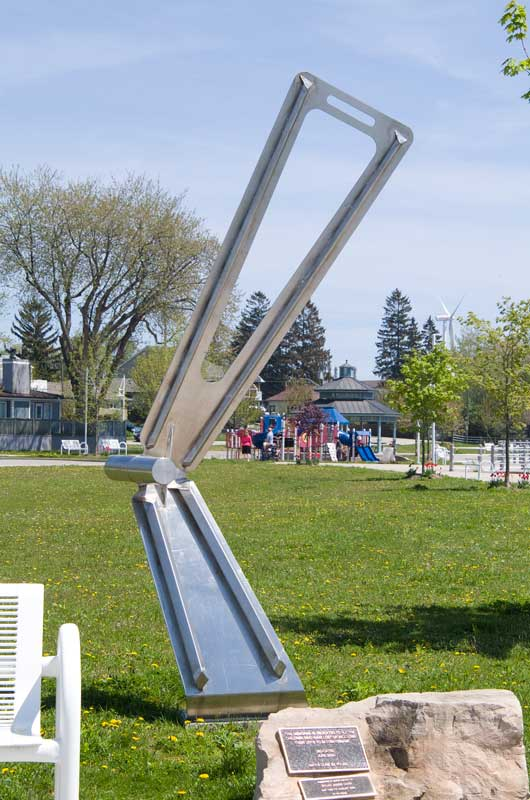
Memoriale anonimo a Pickering, Ontario (Canada), dedicato alla memoria dei bambini vittime della malattia di Batten.

Le NCL Neuronal CereidLipofucinosis appartengono ad un eterogeneo gruppo di malattie genetiche umane da deficit di stoccaggio di enzimi nei lisosomi cellulari o malattie da accumulo lisosomiale.

### Clinica
I primi sintomi della NCL compaiono solitamente intorno ai 4-10 anni di età, con un esordio clinico caratterizzato da un aumento graduale di problemi alla vista, o convulsioni. Si hanno sottili cambiamenti della personalità e cambiamenti di comportamento, l'apprendimento diventa difficile o regredisce, si manifestano discorsi ripetitivi o ecolalia, goffaggine, o una tendenza all'inciampo nel camminare.
Ci possono essere il rallentamento della crescita sociale con regressione verso forme infantili, problemi di circolazione agli arti inferiori (gambe e piedi), diminuzione del grasso corporeo e della massa muscolare, della curvatura della colonna vertebrale, iperventilazione e/o apnee momentanee, digrignamento dei denti e costipazione.
Nel corso del tempo, i bambini affetti cominciano a soffrire di disabilità mentale, peggiorano le convulsioni e si ha perdita progressiva della vista, della parola e delle abilità motorie.
Nella fase terminale, i bambini con malattia di Batten diventano ciechi, dementi e sono costretti a letto. La malattia di Batten, e in generale le NCL, è una malattia che limita pesantemente la vita; la speranza di vita dei soggetti varia a seconda delle diverse varianti della malattia.
I bambini con NCL infantile hanno un aumentato rischio di ipotermia e bradicardia durante l'anestesia.
Non è ancora chiaro perché solo le cellule nervose si ammalino accumulando le cereidolipofuscina.
Un'ipotesi potrebbe essere legata al fatto che le cellule nervose, non replicandosi, non "diluiscono" l'accumulo di cereidolupofuscine nel citoplasma della cellula, al contrario delle altre cellule che duplicandosi riescono a ridurre il carico intracellulare di queste sostanze di rifiuto, che causa apoptosi cellulare.

### Varianti cliniche
Ci sono tre tipi principali di NCL; di queste, due varianti iniziano nella prima infanzia, ed una molto rara colpisce gli adulti. I sintomi di questi tre varianti sono simili a quelli della malattia di Batten vera e propria, ma si manifestano in età diverse e con una velocità di progressione della malattia diversa.
- NCL - Variante Infantile (Malattia di Santavuori - Haltia): inizia tra i 6 mesi e i due anni di età e progredisce rapidamente. I bambini affetti non riescono a crescere e presentano una testa anomalmente piccola (microcefalia). Sono tipiche, seppur brevi, delle contrazioni muscolari chiamate spasmi mioclonici. I pazienti di solito muoiono prima dei 5 anni di età, anche se alcuni sono sopravvissuti, in stato vegetativo, altri pochi anni.
- NCL - Variante della tarda infanzia (Malattia di Jansky - Bielschowsky): esordisce in età compresa tra i due e 4 anni. I primi segni tipici sono la perdita della coordinazione muscolare (atassia) e convulsioni che non rispondono ai farmaci. Questa forma progredisce rapidamente, e termina con la morte in un'età compresa tra gli 8 e i 12 anni.
- NCL - Variante degli Adulti (Kufs malattia o morbo di Parry): di solito inizia prima dei 40 anni, provoca sintomi più lievi che progrediscono lentamente, e non causano cecità. Anche se l'età della morte è variabile tra i pazienti, la patologia riduce sicuramente l'aspettativa di vita.

In totale si conoscono 9 varianti cliniche delle ceroidolipofuscinosi, classificate come NCL(1→9), ed ordinate progressivamente in base alla data di scoperta della variante genetica implicata; esse sono:
| Variante | Classificazione                                                                    | Età di esordio           | Altri nomi                                             | Caratteristiche cliniche |
| -------- | ---------------------------------------------------------------------------------- | ------------------------ | ------------------------------------------------------ | --- |
| NCL1     | INCL infantile                                                                     | Fine infanzia-età adulta | Malattia di Santavuori-Haltia                          | I bambini con INCL sono normali alla nascita; i sintomi sono generalmente presenti in forma acuta tra i sei e 24 mesi. I sintomi iniziali comprendono: ritardo di sviluppo, spasmi mioclonici e/o convulsioni, rallentamento della crescita testa, e specifici cambiamenti elettroencefalografici (EEG). I neonati affetti sviluppano cecità retinica e sequestri per età di due anni, seguita da progressivo deterioramento mentale. |
| NCL2     | LNCL infantile(classica)                                                           | Tarda infanzia           | Malattia di Jansky-Bielschowsky                        | I primi sintomi di LINCL appaiono tipicamente di età compresa tra due e quattro anni, di solito iniziano con epilessia, seguita da una regressione delle tappe dello sviluppo, demenza, atassia ed extrapiramidali e piramidali. Il deficit visivo compare tipicamente in età 4-6 anni e progredisce rapidamente fino a cecità. L'aspettativa di vita varia da sei anni, fino ad un'età superiore ai 40 anni. |
| NCL3     | JNCL giovanile (classica)                                                          | Età scolastica           | Malattia di Spielmeyer-Vogt (VSS) o Malattia di Batten | L'insorgenza di JNCL è di solito tra le età quattro e dieci anni. Progredendo rapidamente la perdita della vista con conseguente cecità totale entro 2-4 anni è spesso il primo segno clinico. Epilessia con crisi generalizzate tonico-cloniche, crisi parziali complesse, o crisi miocloniche compare tipicamente di età compresa tra i cinque e i 18 anni. L'aspettativa di vita va dai ragazzi fino a 30 anni. |
| CLN4     | ANCL adulto (autosomica recessiva o dominante)                                     | Età adulta               | Malattia di Kufs-Syndrom o Malattia di Batten-Kufs     | I segni e sintomi iniziali della S. di Batten-Kufs compaiono solitamente intorno all'età di 30 anni, con la morte che si verificano circa dieci anni dopo. Gli individui affetti hanno o epilessia mioclonica progressiva, o anomalie di comportamento, e tutti hanno demenza, atassia e comparsa tardiva di segni piramidali ed extrapiramidali. Presenta 2 manifestazioni fenotipiche: tipo A (con epilessia mioclonica progressiva e geometrica, atalassia, e sintomi piramidali ed extrapiramidali) tipo B (con demenza prevalente, atassia e segni motori soprabulbari) |
| NCL5     | NCL infantile (Finnica)                                                            | Infanzia                 | Variante finnica                                       | |
| CLN6     | NCL (Indiana-Iberica)                                                              | Infanzia                 | Variante Indiana-Iberica                               | |
| NCL7     | NCL Turca                                                                          | Infanzia                 | Variante Turca                                         | |
| NCL8     | Epilepsia del Nord Europa (NE, Progressive Epilepsy with Mental Retardation, PEMR) | Età scolare              | Epilessia del Nord                                     | Si caratterizza per le crisi tonico-cloniche o complessi parziale, ritardo mentale non grave, ma comunque percepibile, e disfunzioni motorie, non vi sono manifestazioni visive. L'esordio nella massima serie avviene in età compresa tra due e dieci anni, a volte i soggetti vivono fino a 93 anni. |
| CLN9     | Senza nome                                                                         | Età scolare              |                                                        | |

Nel 2010 è stata proposta una nuova classificazione delle NCL. La nuova nomenclatura è un sistema di classificazione multi-assiale diagnostico simile a quelli utilizzati per l'epilessie e per i disturbi psichiatrici nei bambini (ICD-10); nella classificazione viene scoraggiato l'uso di eponimi, anche se il termine già adottato di malattia di Batten rimane.

### Veterinaria
Esiste una variante che colpisce i cani, la CeroidoLipofuscinosi Canina (CLC), che di fatto rappresenta un modello animale della malattia.
In particolare sono colpite con esordio precoce le razze Dalmata, Australian cattle dog, con esordio intermedio: i Chihuahua, gli Zwergschnauzer e i Westfälische Dachsbracke (bracco della Westfalia), con esordio tradivo: i Labrador Retriever e i Corgi. Il Cocker Spaniel inglese  e il Pastore polacco di pianura (Polish Owczarek Nizinny) con età di esordio variabile e il Bassotto con 2 età di presentazione.
Altre razze affette sono i Border Collie, il Setter inglese
, il Saluki.
Le specie animali studiate rispetto alle NCL, oltre alle razze di cani già viste, sono la pecora (4 razze), la mucca (1 razza) e il topo.

## Studi pubblicati
A dispetto della sua rarità la malattia è molto studiata; sono infatti 1535 le pubblicazioni censite su Pubmed, e di queste ben 1265 sono sull'uomo.
Interessanti questi lavori di tipo review per la comprensione della malattia.

## Eredità e diagnosi

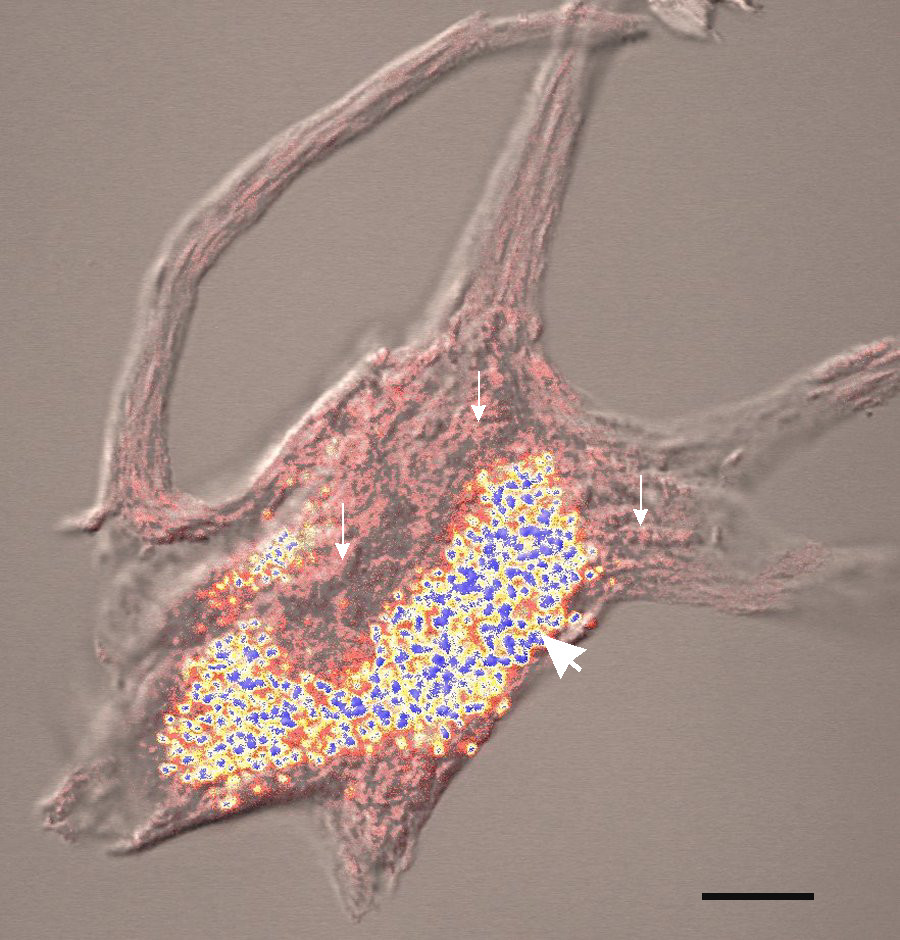
Conservazione di corpi di Nissl e lipfuscina estratti da motoneuroni: immagine confocale di un estratto corpo cellulare dei neuroni motori isolato dal midollo lombare spinale umano e colorati con blu di metilene. Le strutture rosa (frecce piccole) sono corpi di Nissl e le strutture blu e giallo sono granuli di lipofuscina (freccia grande)

La malattia di Batten è un modello di eredità a carattere autosomico recessivo. La mutazione provoca l'accumulo di lipofuscine nei tessuti del corpo. Queste sostanze sono fatte di grassi e proteine, e formano caratteristici e distintivi accumuli - causa dei sintomi -, che possono essere visti al microscopio elettronico.
I lipopigmenti si accumulano nelle cellule del cervello, degli occhi, della pelle, dei muscoli e in molti altri tessuti formando depositi con forme particolari che possono essere visualizzate al microscopio elettronico. Alcuni sembrano mezze lune, altre si presentano come impronte digitali. I clinici, per diagnosticare la malattia di Batten, cercano questi particolari depositi quando esaminano un campione di pelle.
La diagnosi di malattia di Batten è basata sulla presenza di questi depositi di lipofuscine nei campioni di pelle, insieme ad altri criteri.
Sono stati identificati 6 geni che causano le diverse varianti della malattia di Batten o NCL sia nei bambini che negli adulti, altri però si pensa debbano essere ancora identificati. Due di questi geni codificano enzimi. La funzione della maggior parte di questi geni è ancora sconosciuta.
La malattia di Batten vera o JNCL riconosce in una mutazione genica sul cromosoma 16 (delezione) la causa; questo mutazione genica è implicata nel 73% dei casi di malattia di Batten giovanile. Il resto sono il risultato di altri difetti dello stesso gene.
L'identificazione di questi geni apre la possibilità della terapia genica di sostituzione o di altri trattamenti genetici.

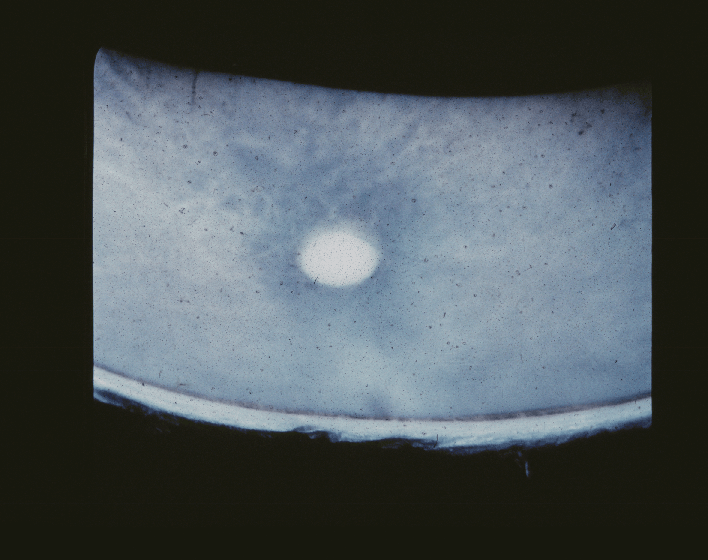
Atrofia del nervo ottico

La perdita della vista è spesso un segno precoce della malattia di Batten, che può essere, per questo motivo, rilevata per la prima volta durante un esame oculistico. Un oculista può rilevare una atrofia del nervo ottico che si verifica nelle tre forme infantili di NCL. Tuttavia, perché questa atrofia si verifica anche in altre malattie degli occhi, la malattia richiede ulteriori accertamenti per arrivare ad una diagnosi di certezza. Spesso, il medico specialista oculista o altro può sospettare la presenza di NCL e chiedere la consulenza neurologica.
Per diagnosticare NCL, il neurologo necessita della storia medica e vari esami di laboratorio del paziente. I test diagnostici utilizzati per individuare NCL sono:
- Esami del sangue e delle urine: per la ricerca di una sostanza chiamata: dolicol presente nelle urine di molti pazienti con NCL.

I saggi di attività enzimatica della proteina tioesterasi palmitoil-1 (PPT1), il prodotto proteico del gene PPT1 e tripeptidil-peptidasi 1 (TPP-1), il prodotto proteico del gene TPP1, sono clinicamente disponibili. analisi genetica molecolare per gli otto geni noti per essere associati con NCL - PPT1, TPP1, CLN3, CLN5, CLN6, MFSD8, CLN8 e CTSD - è clinicamente disponibile.
- Biopsie di pelle e tessuti, per un esame microscopico (microscopia elettronica) dei tipici depositi di lipofuscine, specie nelle ghiandole sudoripare.

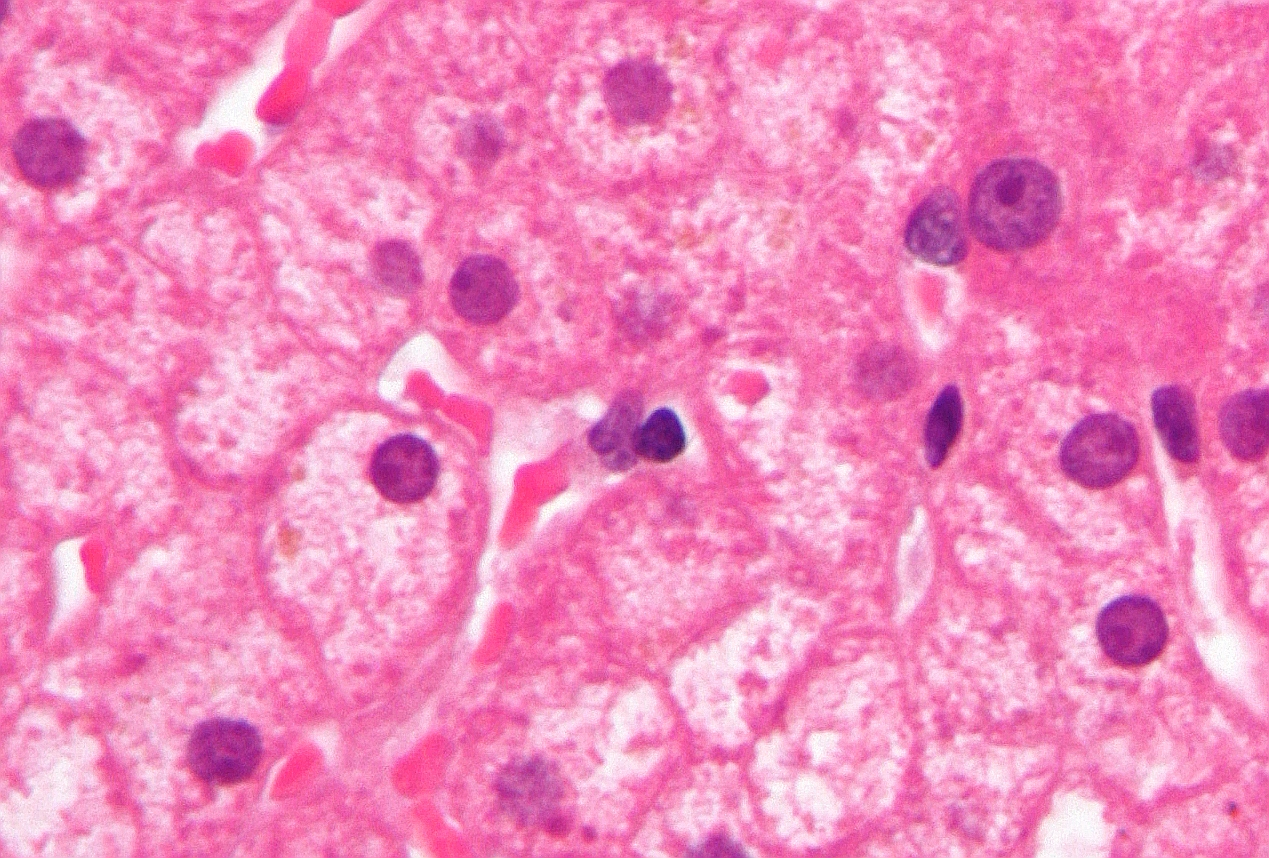
Micrografia di tessuto epatico con epatociti a vetro smerigliato ripieni di lipofuscina.

- EEG per verificare la eventuale presenza di fenomeni epilettici.
- Elettroretinogramma per valutare il danno al nervo ottico.
- Scansioni cerebrali alla TAC e/o RMN per evidenziare lesioni cerebrali da accumulo di lipofuscine.
- Misura dell'attività enzimatica. La misurazione di attività tioesterasica della proteina acida palmitoil che è associata alla CLN1 e la misura delle proteasi acide associate alla CLN2 dei globuli bianchi o anche su colture di fibroblasti cutanei che possono essere usate per confermare la diagnosi di NCL.
- Analisi del DNA. Se la famiglia sa che c'è una mutazione del gene CLN3 può essere utilizzata l'analisi del DNA dei familiari consanguinei per confermare la diagnosi o per effettuare una diagnosi prenatale di questa variante del morbo di Batten. Quando la mutazione è nota, l'analisi della DNA può essere utilizzata per individuare i portatori sani di questa condizione e per poter anche così fornire una consulenza genetica.

Un algoritmo diagnostico preparato dalla NCL Resource è il seguente:.

## Terapie

### Terapie causali
Nessuna terapia specifica per la malattia di Batten o per le NCL in genere è oggi nota.
La supplementazione con Vit. C ed E ed un ridotto apporto di Vit. A sembrano essere utili, pur non modificando la prognosi della malattia.
Non è chiaro se il trattamento con Selenio possa avere una qualche utilità nella malattia.
È riportato l'uso sperimentale della Cisteamine bitartrate Cystagon.
Ad Ottobre 2019 viene pubblicato sul New England Journal of Medicine uno studio condotto principalmente presso il Boston Children's Hospital che presenta i risultati iniziali (1 anno) dell'utilizzo di un nuovo farmaco appositamente sintetizzato per una singola paziente con Batten CLN7, il Milasen. Tale farmaco, intitolato a Mila Makovec, non ha comportato, al momento della pubblicazione, effetti avversi gravi con al contrario una riduzione significativa delle convulsioni, suscitando notevole interesse per ulteriori sviluppi del trattamento mirato della malattia di Batten. È possibile leggere la storia sul sito della Mila's Miracle Foundation

### Terapia sintomatica
La terapia attualmente è solo sintomatica.
Le convulsioni, la malnutrizione, il reflusso gastroesofageo, la polmonite, la scialorrea, l'iperattività e i problemi di comportamento, la depressione, la spasticità, i sintomi del Parkinson e la distonia possono essere gestite con terapie sintomatiche.
I farmaci antiepilettici devono essere scelti con cautela.
Le benzodiazepine possono aiutare il controllo delle crisi epilettiche, la gestione dell'ansia e la spasticità.
Il Triessifenidil (Artane) migliora la distonia e la scialorrea. Le persone con problemi di deglutizione possono beneficiare del posizionamento di un tubo naso gastrico. Gli antidepressivi e gli antipsicotici sono talvolta indicati per le persone con JNCL.
Sono da evitare la carbamazepina (CZP) e la fenitoina, perché possono aumentare l'attività convulsiva e provocare un peggioramento clinico, e la lamotrigina che può esacerbare le convulsioni e il mioclono soprattutto nella LINCL/CLN2.

### Terapie sperimentali
La ricerca di terapie efficaci nei confronti delle NCL segue diverse strategie; tra queste:
- Terapia genica, di seguito un sommario delle ricerche e sperimentazioni più importanti fatte fin qui:
  - Nel giugno 2004, una sperimentazione clinica di fase I è stata avviata presso il Weill Medical College della Cornell University per studiare un originale metodo di terapia genica per il trattamento dei segni e sintomi della ceroidolipofuscinosi neuronale della tarda infanzia (LINCL). Il farmaco sperimentale agisce inoculando grazie ad un vettore di trasferimento al cervello il gene chiamato AAV2CUhCLN2[61].
  - Nel 2008, i risultati confermano che la procedura, che prevedeva l'iniezione di un virus innocuo di un gene nel cervello, è sicura, e in media, è notevolmente rallentata la progressione della malattia durante il periodo dei 18 mesi di follow-up[62][63].

- Terapia con le cellule staminali, questo approccio consente di indurre le cellule cerabrali a produrre le proteine difettose nel cervello.
  - Nel novembre del 2006, dopo aver ricevuto l'approvazione dell'Food and Drug Administration (FDA), il neurochirurgo Dott. Nathan Selden e il pediatra Dr. Robert Steiner e loro colleghi del Children's Hospital Doernbecher alla Oregon Health; Science University hanno iniziato uno studio clinico nel quale dopo aver purificato delle cellule staminali neurali, queste sono stati iniettate nel cervello di un bambino di sei anni, affetto dalla malattia di Batten, che aveva perso la capacità di camminare e parlare. Questo paziente è stato il primo di sei a ricevere l'iniezione di un prodotto a base di cellule staminali prodotto dalla società: StemCells Inc.,di Palo Alto biotech. È questo, in assoluto, il primo trapianto al mondo di cellule staminali fetali nel cervello umano[64]. All'inizio di dicembre, il bambino in questione, si era ripreso abbastanza bene da poter tornare a casa, ed è stato segnalato che ci sono stati alcuni segni di recupero della parola[65].

Va sottolineato, però, che l'obiettivo principale della sperimentazione clinica di Fase I, era quella di esaminare la sicurezza del trapianto di cellule staminali e non sua la reale efficacia.
Nel complesso, i dati della fase I, hanno dimostrato che alte dosi di cellule staminali neurali, seguita da una procedura di trapianto in siti multipli all'interno del cervello, seguito da dodici mesi di immunosoppressione farmacologica, sono state ben tollerate da tutti e sei i pazienti arruolati nello studio.
Le condizioni mediche, neurologiche e neuropsicologiche, a seguito di questo trapianto, sono apparse coerenti con il corso normale della malattia[66].
Il limite di questa terapia consisiste nel fatto che le proteine non riescono ad attraversare la BEE e pertanto le cellule vanno iniettate direttamente nel cervello.

- Terapia enzimatica, questo approccio prevede l'inoculazione dell'enzima difettoso nel cervello direttamente attraverso uno shunt nel liquor LCR.
- Terapia farmacologica, i farmaci in studio sono: l'EGIS-8332, il più promettente farmaco, attivo su un modello animale (topo) sui recettori AMPA[67][68][69] e il LY300164 (talampanel)[41] attivo su forme di epilessia[70][71][72] e ALS[73][74][75][76][77].
- Terapia immunologica, in questo caso si studiano vari immunosoppressori[17].
- Terapia con cisteamina[78][79][80] Due studi sono in corso con questo farmaco. Bambini con la classica forma infantile di NCL sono stati trattati e sembra che la progressione della malattia venga rallentata, ma gli effetti a lungo termine non sono ancora noti. Il razionale d'impiego del farmaco consiste nella prevenzione della morte cellulare dovuta all'accumulo d lipofuscine nelle cellule[17][80].
- Altre Viene usato la flupirtina, un analgesico antagonista dell'AMPA[17][80].